# Hendrik Sartov
Hendrik Christian Sartov (* 14. März 1885 in Kvistrup bei Hadersleben, Dänemark; † 21. März 1970 in Glendale, Kalifornien, USA) war ein dänischer Fotograf sowie ein herausragender Kameramann mit kurzer Karriere beim amerikanischen Stummfilm.

## Leben
Der aus Nordschleswig, dem heutigen Südjütland, stammende Sartov lebte vor seiner Auswanderung nach Amerika in Kolding und arbeitete als Fotograf. Am 12. Juni 1907 kam er in die USA mit der Absicht, sich in Maddock, North Dakota, niederzulassen.
In Los Angeles wurde der Stummfilmstar Lillian Gish auf den Porträtfotografen aufmerksam und überredete ihn 1917, als Kameramann zum Film zu wechseln. Gish empfahl ihn an ihren langjährigen Hausregisseur David Wark Griffith weiter, der ihn noch im Herbst desselben Jahres als ungenannten Kameramann Szenen seines antideutschen, propagandistischen Kriegsdramas Hearts of the World fotografieren ließ. Begeistert von Sartovs Leistung, wurde der Däne in den kommenden sieben Jahren einer von Griffiths Stammkameraleuten. 1924 folgte er Griffith zu Dreharbeiten nach Berlin. Das Resultat war das in der Zeit schwerer politischer Unruhen, wirtschaftlicher Turbulenzen und sozialer Verwerfungen der Inflationsjahre spielende Drama Ist das Leben nicht wunderschön?, das eine weniger verzerrende und realistischere Sicht auf das Nachkriegsdeutschland zu zeichnen versuchte. Bis zum 18. September 1924 blieb Sartov in Deutschland, dann kehrte er mit seiner amerikanischen Ehefrau Louise zu seinem Wohnort New Rochelle in die USA zurück und beendete die Zusammenarbeit mit Griffith.
Lillian Gish sicherte sich daraufhin 1926 die Zusammenarbeit Sartovs bei ihren beiden folgenden ambitionierten Arbeiten ohne Griffith: Mimi und Der scharlachrote Buchstabe. Sartovs perfekt ausgeleuchteten Großaufnahmen vom Gesicht des ehemaligen Griffith-Stars gehören zu dem Beeindruckendsten, was die Kameraarbeit in jenen Jahren zu leisten vermochte. Nahezu zeitgleich, am 21. Mai 1926, wurde der Däne und Wahl-Amerikaner eingebürgert.
Mit dem Aufkommen des Tonfilms verlor Hendrik Sartov das Interesse am Kinofilm und kehrte zur Arbeit als Fotograf zurück.

## Filmografie
- 1918: Hearts of the World
- 1918: The Greatest Thing in Life
- 1918: Eine Blüte gebrochen (Broken Blossoms)
- 1920: Mädchenlos (Way Down East)
- 1921: Dream Street
- 1921: Zwei Waisen im Sturm der Zeit (Orphans of the Storm)
- 1922: Eine geheimnisvolle Nacht (One Exciting Night)
- 1923: Die weiße Schwester (The White Sister)
- 1924: America
- 1924: Ist das Leben nicht wunderschön? (Isn't Life Wonderful?)
- 1925: Die große Parade (The Big Parade) (zusätzl. Aufnahmen)
- 1926: Mimi (La Bohème)
- 1926: Der scharlachrote Buchstabe (The Scarlet Letter)
- 1927: Im stillen Gässchen (Quality Street)
- 1927: Erster Preis – ein Kuss (The Red Mill)
- 1928: Unter dem schwarzen Adler (Under the Black Eagle)